# Moses Kiptanui
Moses Kipkore Kiptanui (* 1. Oktober 1970 in Elgeyo,  Elgeyo-Marakwet County) ist ein ehemaliger kenianischer Mittel- und Langstreckenläufer. Bekannt wurde er für seine Erfolge im Hindernislauf über 3000 Meter. In dieser Disziplin führte er die Weltrangliste von 1991 bis 1995 an und wurde zudem dreimal Weltmeister.

## Sportkarriere
Mit Beginn der 1990er Jahre gelang es ihm, zunächst die afrikanischen Leichtathletik-Meisterschaften 1990 in Kairo über die 1500 Meter für sich zu entscheiden. Noch im gleichen Jahr holte er bei den Juniorenweltmeisterschaften über diese Distanz in Plowdiw die Goldmedaille. Bei den Weltmeisterschaften 1991 in Tokio eroberte er durch die Goldmedaille über 3000 Meter Hindernis auch die Weltranglistenspitze in dieser Disziplin. 
1992 wurde er wie viele Weltklasseathleten vor und nach ihm ein Opfer der kenianischen Auswahlwettkämpfe für die Olympischen Spiele. Leicht verletzt in den Wettkampf gegangen, schaffte er es nicht, sich durch einen Platz unter den ersten Drei zu qualifizieren. Kiptanui machte das Beste aus der Situation, bereitete sich gezielt auf einen Weltrekordversuch im 3000-Meter-Lauf vor und unterbot am 16. August beim ASV-Sportfest in Köln in 7:28,96 min die bis dahin von Saïd Aouita gehaltene Marke.
Seinen WM-Titel konnte er 1993 in Stuttgart ungefährdet verteidigen. Bei den Goodwill Games 1994 in Sankt Petersburg gewann er den 5000-Meter-Lauf, bei den Weltmeisterschaften in Göteborg 1995 erneut den 3000-Meter-Hindernislauf. In diesem Jahr stellte er auch neue Weltrekorde über 3000 Meter Hindernis und 5000 Meter auf. Über 3000 Meter Hindernis blieb er in 7:59,18 min als erster Mensch unter acht Minuten.
1996 war Kiptanui nicht in Bestform, gewann aber dennoch bei den Olympischen Spielen in Atlanta im Hindernislauf über 3000 Meter die Silbermedaille hinter dem Überraschungssieger Joseph Keter. 
1997 bei den Weltmeisterschaften in Athen musste er sich mit Wilson Boit Kipketer erneut einem Landsmann über 3000 Meter Hindernis geschlagen geben. Kiptanui hatte fast das gesamte Rennen Führungsarbeit geleistet und wurde erst am letzten Hindernis überholt. Boit Kipketer nahm Kiptanui am 13. August in Zürich auch den Weltrekord ab. Am 24. August in Köln versuchte Kiptanui, sich den Rekord zurückzuholen. Er begann das Rennen in einem außergewöhnlich hohen Tempo (2:36 Minuten für den ersten Kilometer), doch der WM-Dritte Bernard Barmasai ließ sich nicht abschütteln und ging 80 Meter vor dem Ziel an Kiptanui vorbei. Dieser lief persönliche Bestzeit, unterbot Kipketers Weltrekord um fast drei Sekunden und wurde doch wieder nur Zweiter, denn Barmasai siegte in 7:55,72 min. 
Schon während seiner aktiven Zeit wirkte Kiptanui als Trainer junger kenianischer Athleten. So betreute er den mehrfachen Weltrekordler und 5000-Meter-Weltmeister Daniel Komen. Nach einem Achillessehnenriss bei den Goodwill Games 1998 konnte Kiptanui nicht wieder an seine frühere Form anknüpfen und beendete 1999 seine sportliche Karriere. In den folgenden Jahren arbeitete er zunächst als Talentsucher, -betreuer und Trainer in der Firma seines Managers Kim McDonald. 2003 war er Cheftrainer der kenianischen Mannschaft bei den Weltmeisterschaften in Paris. Von diesem Posten wurde er aber bald wieder abgelöst. Inzwischen ist Kiptanui Geschäftsmann, der vor allem in Immobilien investiert.
Moses Kiptanui ist der Cousin von Ismael Kirui und von Richard Chelimo. Er lebte 1995 in Eldoret (Nordwestkenia).

## Persönliche Bestleistungen
- 1500 m: 3:34,0 min, 13. Juni 1992, Nairobi
- 3000 m: 7:27,18 min, 25. Juli 1995, Monaco
- 3000 m Hindernis: 7:56,16 min, 24. August 1997, Köln
- 5000 m: 12:54,85 min, 5. Juni 1996, Rom